# Radeon R200
O R200 é a segunda geração de GPUs usadas em placas gráficas Radeon e desenvolvidas pela ATI Technologies. Esta GPU apresenta aceleração 3D baseada no Microsoft Direct3D 8.1 e OpenGL 1.3, uma grande melhoria em recursos e desempenho em comparação com o design Radeon R100 anterior. A GPU também inclui aceleração de GUI 2D, aceleração de vídeo e várias saídas de exibição. "R200" refere-se ao codinome de desenvolvimento da GPU da geração lançada inicialmente. É a base para uma variedade de outros produtos sucessivos.

## Arquitetura
O hardware 3D do R200 consiste em 4 pipelines de pixel , cada um com 2 unidades de amostragem de textura. Possui 2 unidades de shader de vértice e uma unidade Direct3D 7 TCL herdada, comercializada como Charisma Engine II. É a primeira GPU da ATI com processadores programáveis de pixel e vértice, chamada Pixel Tapestry II e compatível com Direct3D 8.1. O R200 possui hardware avançado para economia de largura de banda de memória e redução de overdraw chamado HyperZ II , que consiste em seleção de oclusão (Z hierárquico), limpeza rápida de buffer z e compactação de buffer z. A GPU é capaz de saída de exibição dupla (HydraVision) e está equipado com um mecanismo de decodificação de vídeo (Video Immersion II) com desentrelaçamento de hardware adaptável, filtragem temporal, compensação de movimento e iDCT.
R200 introduziu pixel shader versão 1.4 (PS1.4), um aprimoramento significativo das especificações PS1.x anteriores. Instruções notáveis incluem "phase", "texcrd" e "texld". A instrução de fase permite que um programa de shader opere em duas "fases" separadas (2 passagens pelo hardware), dobrando efetivamente o número máximo de endereçamento de textura e instruções aritméticas e potencialmente permitindo que o número de passagens necessárias para um efeito seja reduzido. Isso permite não apenas efeitos mais complicados, mas também pode fornecer um aumento de velocidade ao utilizar o hardware de forma mais eficiente. A instrução "texcrd" move os valores de coordenadas de textura de uma textura para o registrador de destino, enquanto a instrução "texld" carregará a textura nas coordenadas especificadas no registrador de origem para o registrador de destino.
Em comparação com a arquitetura de pipeline de 2x3 pixels do R100, o design 4x2 do R200 é mais robusto, apesar de perder uma unidade de textura por pipeline. Cada pipeline agora pode endereçar um total de 6 camadas de textura por passagem. O chip consegue isso usando um método conhecido como 'loop-back'. Aumentar o número de texturas acessadas por passagem reduz o número de vezes que o cartão é forçado a renderizar várias passagens.
Os recursos de filtragem de textura do R200 também foram aprimorados em relação ao seu antecessor. Para filtragem anisotrópica, o Radeon 8500 usa uma técnica semelhante à usada no R100, mas aprimorada com filtragem trilinear e alguns outros refinamentos. No entanto, ainda é altamente dependente do ângulo e o motorista às vezes força a filtragem bilinear para velocidade. A série GeForce 4 Ti da NVIDIA ofereceu uma implementação anisotrópica mais precisa, mas com maior impacto no desempenho.
O R200 possui a primeira implementação da ATI de um mecanismo de tesselação acelerado por hardware (também conhecido como superfícies de ordem superior), chamado Truform, que pode aumentar automaticamente a complexidade geométrica dos modelos 3D. A tecnologia requer suporte do desenvolvedor e não é prática para todos os cenários. Pode indesejavelmente arredondar os modelos. Como resultado de uma adoção muito limitada, a ATI retirou o suporte TruForm de seu futuro hardware.
|                                   | DirectX 8.0 Pixel Shader 1.1                                      | DirectX 8.1 Pixel Shader 1.4                                                               |
| --------------------------------- | ----------------------------------------------------------------- | ------------------------------------------------------------------------------------------ |
| máx. Entradas de textura          | 4                                                                 | 6                                                                                          |
| máx. Duração do programa          | 12 instruções (até 4 amostras de textura, 8 combinações de cores) | 22 instruções (até 6 amostras de textura, 8 endereçamento de textura, 8 misturas de cores) |
| Conjunto de instruções            | 13 operações de endereço, 8 operações de cores                    | 12 operações de endereço/cor                                                               |
| Modos de endereçamento de textura | 40                                                                | virtualmente ilimitado                                                                     |

## Desempenho
A maior decepção inicial do Radeon 8500 foram os primeiros lançamentos de drivers. No lançamento, o desempenho da placa ficou abaixo do esperado e ela apresentava inúmeras falhas de software que causavam problemas nos jogos. O suporte anti-aliasing do chip funcionava apenas no Direct3D e era muito lento. Para diminuir a empolgação com o 8500, o concorrente nVidia lançou seu pacote de driver Detonator4 no mesmo dia em que a maioria dos sites da web exibiu o Radeon 8500. Os drivers da nVidia eram de melhor qualidade e também aumentaram ainda mais o desempenho do GeForce 3.
Vários sites de análise de hardware observaram anomalias em testes de jogos reais com a Radeon 8500. Por exemplo, a ATI estava detectando o executável "Quake3.exe" e forçando a qualidade da filtragem de textura a um nível muito inferior ao normalmente produzido pela placa, presumivelmente para melhorar o desempenho. O HardOCP foi o primeiro site de revisão de hardware a trazer o problema para a comunidade e provou sua existência renomeando todas as instâncias de "Quake" no executável para "Quack".
No entanto, mesmo com os drivers Detonator4, o Radeon 8500 foi capaz de superar o GeForce3 (contra o qual o 8500 deveria competir) e, em algumas circunstâncias, sua revisão mais rápida, o Ti500, o derivado de maior frequência que a Nvidia lançou em resposta ao Projeto R200. Mais tarde, as atualizações de driver ajudaram a diminuir ainda mais a diferença de desempenho entre o 8500 e o Ti500, enquanto o 8500 também era significativamente mais barato e oferecia recursos multimídia adicionais, como suporte para monitor duplo. Embora a GeForce3 Ti200 tenha se tornado a primeira placa DirectX 8.0 a oferecer 128 MB de memória de vídeo, em vez da norma comum de 64 MB para placas de última geração da época, descobriu-se que as limitações da GeForce3 a impediam de tirar o máximo proveito dela, enquanto a Radeon 8500 foi capaz de explorar esse potencial com mais sucesso.
No final de 2001, para competir com as GeForce3 Ti200 e GeForce4 MX 460 mais baratas, a ATI lançou a 8500 LE de menor freqüência (mais tarde relançada como 9100) e a 8500 LELE que se tornou popular entre os OEMs e entusiastas devido ao seu preço mais baixo e capacidade de overclock para 8500 níveis. Embora a GeForce4 Ti4600 tenha levado a coroa de desempenho, era uma solução de primeira linha que custava quase o dobro da Radeon 8500 (MSRP de US$ 350–399 contra US$ 199), portanto não oferecia concorrência direta. Com o lançamento atrasado do potencialmente competitivo GeForce4 Ti4200, mais a iniciativa da ATI em lançar versões de 128 MB do 8500/LE manteve a linha R200 popular entre o nicho de mercado de desempenho médio-alto. Os recursos maiores do All-In-Wonder (AIW) Radeon 8500 DV e AIW Radeon 8500 128 MB provaram ser superiores aos equivalentes do Personal Cinema da Nvidia, que usaram o mais rápido GeForce 3 Ti500 e GeForce4 Ti4200.
Ao longo dos anos, a posição de mercado dominante da GeForce 3/4 significou que poucos jogos visavam o nível superior de recurso DX8.1 PS 1.4 do R200, mas aqueles que o faziam podiam obter ganhos significativos de desempenho em relação ao DX8, pois certas operações podiam ser processadas em um em vez de vários passes. Nesses casos, a Radeon 8500 pode até competir com a série GeForce4 mais recente executando um codepath DX8. Um exemplo de tal jogo com vários codepaths é o Half-Life 2.
Radeon 8500 veio com suporte para TruForm, uma implementação inicial do Tessellation.

## Implementações

### Radeon 8500/8500 LE/9100

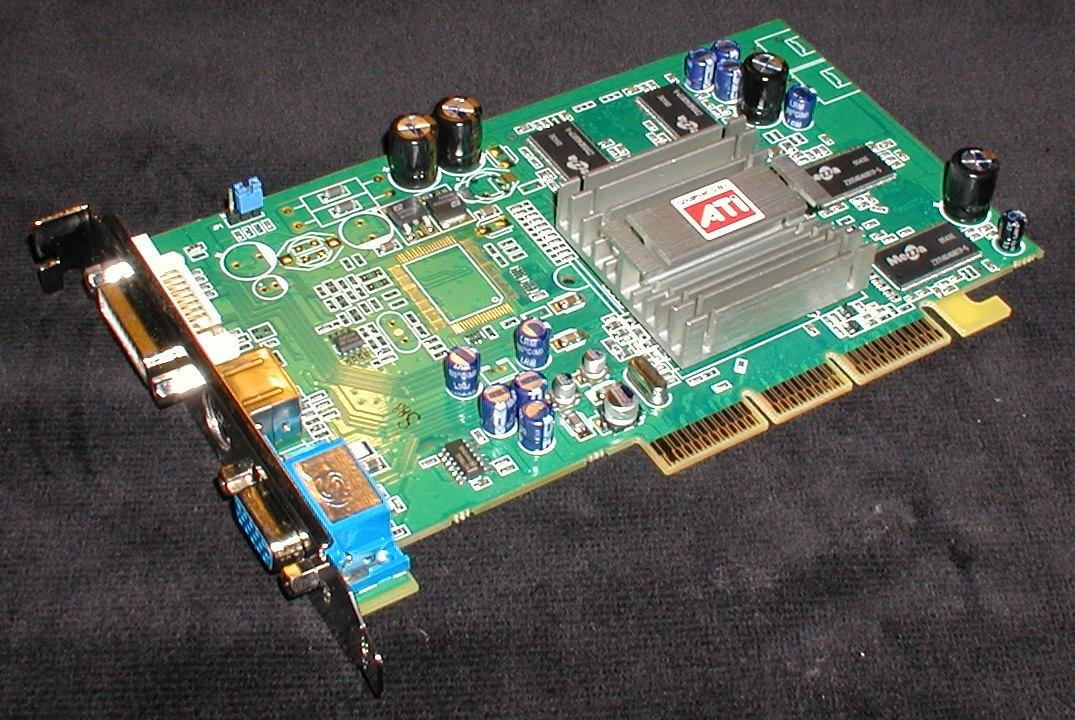
Sapphire ATI Radeon 9250

A primeira placa baseada em R200 da ATI foi a Radeon 8500, lançada em outubro de 2001. Em dezembro de 2001, a ATI lançou o Radeon 8500 LE (relançado posteriormente como Radeon 9100 ), um chip idêntico com velocidade de clock mais baixa e memória mais lenta. Enquanto o 8500 completo tinha clock de 275 MHz de núcleo e 275 MHz de RAM, o 8500LE tinha clock de 250 MHz para o núcleo e 200 ou 250 MHz para a RAM. Ambas as placas de vídeo foram lançadas pela primeira vez em configurações de 64 MB DDR SDRAM; as placas Radeon 8500 posteriores de 128 MB receberam um pequeno aumento de desempenho resultante de um modo de intercalação de memória.
Em novembro de 2001 foi lançado o All-In-Wonder Radeon 8500 DV, com 64 MB e uma velocidade de clock menor como o 8500 LE. Em 2002, três placas de 128 MB foram lançadas, a Radeon 8500, 8500 LE e a All-In-Wonder Radeon 8500 128 MB, que funcionava com velocidade total de 8500, mas tinha menos recursos relacionados a vídeo do que o AIW 8500 DV. A ATI alegou que a velocidade de clock mais baixa para o 8500DV era devido à interface FireWire.
No final de 2002, o Radeon 9100 foi anunciado para atender a forte demanda do mercado por produtos baseados na arquitetura R200.

### Radeon 8500 XT (cancelada)
Um chip atualizado, o Radeon 8500 XT (R250) foi planejado para lançamento em meados de 2002, para competir com a linha GeForce4 Ti, particularmente o Ti4600 de primeira linha (vendido por um preço sugerido de $ 350–399 USD). As informações de pré-lançamento divulgavam um núcleo de 300 MHz e uma velocidade de clock de RAM para o chip "R250".
Uma Radeon 8500 rodando a velocidades de clock de 300 MHz dificilmente derrotaria a GeForce4 Ti4600, muito menos uma placa mais recente da NVIDIA. Na melhor das hipóteses, poderia ter sido uma solução intermediária de melhor desempenho do que a Radeon 9000 de baixa complexidade (RV250, veja abaixo), mas também teria custado mais para produzir e não seria adequada para o laptop/desktop duplo do Radeon 9000 papéis devido ao tamanho da matriz e consumo de energia. Notavelmente, os overclockers descobriram que Radeon 8500 e Radeon 9000 não podiam fazer overclock de forma confiável para 300 MHz sem voltagem adicional, então, sem dúvida, o R250 teria problemas semelhantes devido à sua maior complexidade e tecnologia de fabricação equivalente, e isso teria resultado em baixo rendimento de chip e portanto, custos mais elevados.
A ATI, talvez ciente do que aconteceu com a 3dfx quando tirou o foco de seu processador "Rampage", abandonou a atualização do R250 em favor de finalizar sua placa DirectX 9.0 de próxima geração, lançada como Radeon 9700. Isso provou ser um jogada inteligente, pois permitiu que a ATI assumisse a liderança no desenvolvimento pela primeira vez, em vez de ficar atrás da NVIDIA. O novo carro-chefe Radeon 9700, com sua arquitetura de última geração, oferecendo recursos e desempenho sem precedentes, teria sido superior a qualquer atualização do R250 e facilmente conquistou a coroa de desempenho do Ti4600.

### Radeon 9000
A Radeon 9000 (RV250) foi lançada juntamente com a Radeon 9700. O 9000 sucedeu o Radeon 7500 (RV200) no segmento de mercado mainstream, com o último sendo movido para o segmento de orçamento. Este chip foi um redesenho significativo do R200 para reduzir custos e uso de energia. Entre o hardware removido está uma das duas unidades de textura, a função "TruForm", Hierarchical-Z, a unidade DirectX 7 TCL e um dos dois shaders de vértice. Em jogos, a Radeon 9000 tem desempenho semelhante ao da GeForce4 MX 440. Sua principal vantagem sobre o MX 440 era que ele tinha uma implementação completa de sombreador de pixel e vértice DirectX 8.1. Embora o 9000 não fosse tão rápido quanto o 8500LE ou o Nvidia GeForce3 Ti200, o 8500LE e o Ti200 seriam descontinuados, embora o primeiro tenha sido reintroduzido devido à forte demanda do mercado.

### Radeon 9200

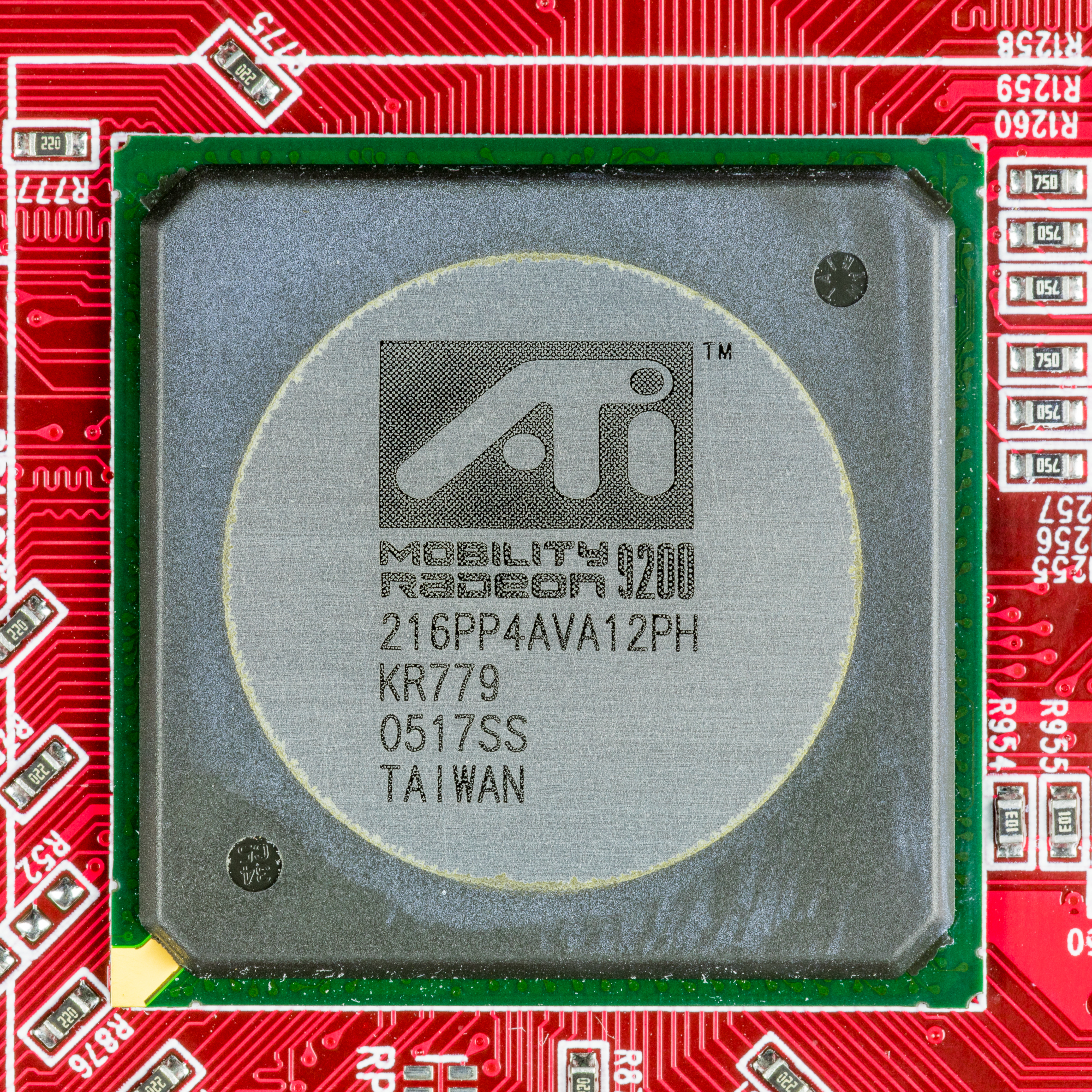
ATI Mobility Radeon 9200

Uma revisão posterior do 9000 foi o Radeon 9200 (RV280) lançado em 16 de abril de 2003, que além de suportar AGP 8X,era idêntico. Havia também uma versão mais barata, a 9200SE, que tinha uma velocidade de clock 20% menor e tinha um barramento de memória de apenas 64 bits. Outra placa, chamada Radeon 9250, foi lançada em julho de 2004, sendo simplesmente uma RV280 com clock um pouco menor.
A ATI renomeou seus produtos em 2001, pretendendo que a série 7xxx indicasse os recursos do DirectX 7.0, 8xxx para o DirectX 8.1 e assim por diante. No entanto, ao nomear o Radeon 9000/9200, que tinha apenas recursos de renderização DirectX 8.1, a ATI os anunciou como "compatível com DirectX 9.0", enquanto o Radeon 9700 com especificações DirectX 9.0 era "compatível com DirectX 9.0".

## Versões para Laptop
O Mobility Radeon 9000 foi lançado no início do verão de 2002 e foi o primeiro chip DirectX 8 para laptop. Ele superou o nVidia GeForce 2 Go baseado em DirectX 7 e era mais rico em recursos do que o GeForce 4 Go.
Um Mobility Radeon 9200 também veio depois, derivado do desktop 9200. O Mobility Radeon 9200 também foi usado em muitos laptops da Apple, incluindo o Apple iBook G4.

## Drivers

### Sistemas operacionais relacionados ao Unix
Os drivers de código aberto do X.Org/Mesa suportam quase todos os recursos fornecidos pelo hardware R200. Eles são fornecidos por padrão na maioria dos BSDs e sistemas Linux. Os drivers ATI Catalyst mais recentes não oferecem suporte para nenhum produto de arquitetura R500 ou mais antigo.
O Mac mini baseado em PowerPC e o iBook G4, que rodam no Mac OS X, foram fornecidos com GPUs Radeon 9200; os sistemas finais Power Mac G4 "Mirrored Drive Door" tinham os cartões 9000 e 9000 Pro disponíveis como uma opção BTO.

### Drivers do Windows
Esta série de placas gráficas Radeon é suportada pela AMD nos sistemas operacionais Microsoft Windows incluindo Windows XP (exceto x64), Windows 2000, Windows Me, e Windows 98. Outros sistemas operacionais podem ter suporte na forma de um driver genérico que carece de suporte completo para o hardware. O desenvolvimento de drivers para a linha R200 terminou com os drivers Catalyst 6.11 para Windows XP.

### Classic Mac OS
A Radeon 9250 foi a última placa ATI a oferecer suporte oficial ao Mac OS 9.

### AmigaOS
A série R200 de placas gráficas Radeon é suportada pelo sistema operacional Amiga, Release 4 e superior. Os gráficos 2D são totalmente suportados por todas as placas da família, com suporte de aceleração 3D para as séries de placas 9000, 9200 e 9250.

### MorphOS
A série R200 de placas gráficas Radeon é suportada pelo MorphOS